# Haeckelia beehleri
Haeckelia beehleri är en kammanetart som först beskrevs av Mayer 1912.  Haeckelia beehleri ingår i släktet Haeckelia och familjen Haeckeliidae. Inga underarter finns listade i Catalogue of Life.